# Corey Mayotte
Corey Mayotte (* in Geneva) ist ein US-amerikanischer Volleyballspieler.

## Karriere
Mayotte begann seine Karriere an der Geneva High School. Von 2022 bis 2025 studierte er am Loras College und spielte in der Universitätsmannschaft Duhawks. 2025 wurde der Außenangreifer vom deutschen Bundesligisten Baden Volleys SSC Karlsruhe verpflichtet.